# Grupo Abril

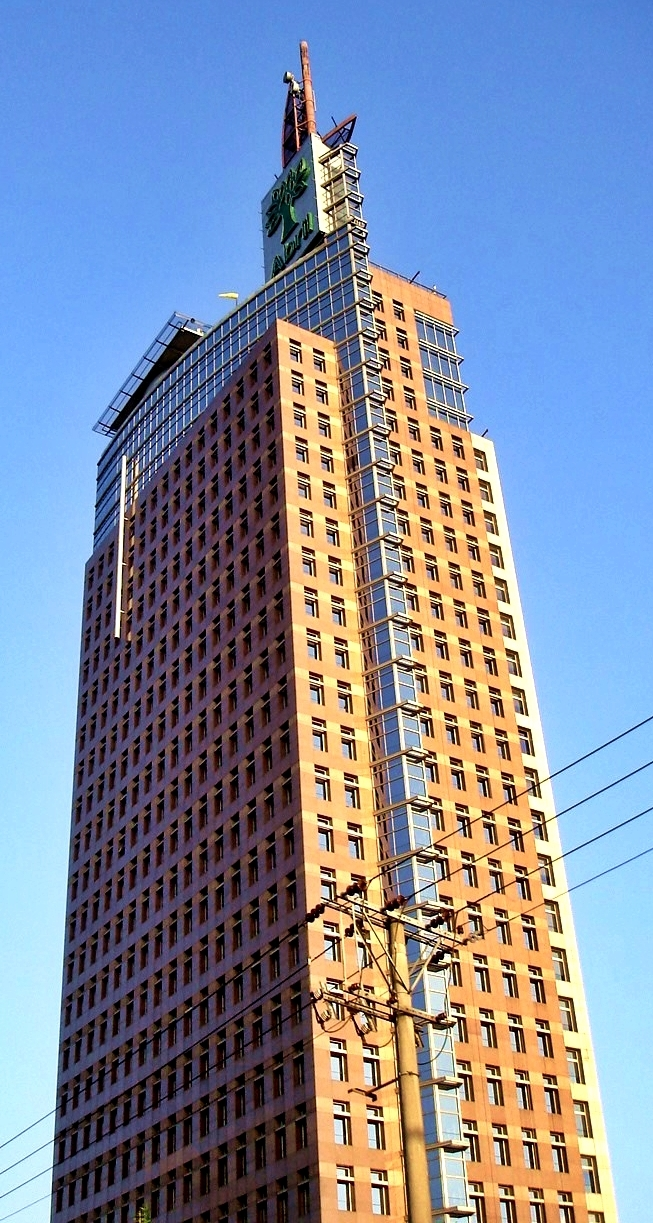
Birmann 21, sede de la Editorial Abril en São Paulo.

El Grupo Abril es un conglomerado de medios de comunicación multimedia con sede en São Paulo, Brasil. Fue fundado en 1950 por el empresario italiano Victor Civita con el nombre Editora Primavera. La empresa es conocida por su negocio editorial, publicando varias de las revistas de mayor circulación de Brasil, entre ellas Veja, Quatro Rodas, Placar, versiones locales de Elle, Playboy y National Geographic, además de cómics de la Disney como el Pato Donald, el Ratón Mickey, McPato y Zé Carioca. También administra varios portales web, editoriales gráficas y educativas y empresas de logística.

## Historia
Victor Civita fundó Editora Abril en mayo de 1950, con el nombre de Editorial Primavera, por sugerencia de su hermano César Civita, quien había fundado la ya extinta Editorial Abril en Argentina en 1941. En julio, cambia su nombre a Editorial Abril. Esta editorial fue la primera en publicar historietas Disney en Brasil. También publicó otros cómics y libros. Con el paso de los años, comenzó a desarrollar revistas para mercados específicos. 
En 1960, Victor Civita promovió una innovación en la publicación y comenzó a publicar obras de referencia como folletos. El conocimiento quiosco llegada previamente restringido a las bibliotecas y librerías fue un gran éxito. Al año siguiente, el crecimiento de la familia Disney y el lanzamiento de Zé Carioca anima la producción cómica nacional. Recreativas, lanzado en 1969, tomó de nuevo la propuesta de educar diversión con sus historias y actividades. Durante esta época también se expandió a la publicación de varias revistas específicas del mercado, como Quatro Rodas, Claudia y otras. Veja, la revista semanal de noticias, fue fundada en 1968 y dirigida por el hijo de Victor, Roberto Civita. 
Abril tuvo varias asociaciones en el emergente mercado brasileño de la televisión por suscripción durante los años 1990, incluidas las franquicias locales de canales y corporaciones estadounidenses como Disney, ESPN, Time Warner y MTV (esta última, el primer canal de televisión abierta segmentado de Brasil). La empresa también incursionó en el servicio de proveedor de televisión por cable con Televisão Abril (TVA), en el mercado de la internet de banda ancha con Ajato y en el mercado de televisión por satélite con TVA Digital, posteriormente DirecTV.
El Grupo Abril también es propietario de Fernando Chinaglia, el mayor distribuidor de publicaciones de América Latina, adquirido en 2007.
Abril tuvo problemas para administrar DirecTV y obligó durante la década de 2000, a que tuviera que vender su participación en la mayoría de los medios televisivos, con excepción de MTV y TVA. En 2007, se lanzaron los canales Fiz TV e Ideal TV, en un esfuerzo por regresar al mercado de la televisión de paga, pero fue un fracaso y el proyecto se suspendió en 2009.
Posteriormente, TVA y Ajato fue vendida por completo a la Telefónica en 2012, los cuales pasaron a usar la marca Vivo TV.
Hoy, el grupo está presidido por Fábio Barbosa, tras la muerte de Roberto Civita (quien fue presidente del consejo de administración y director editorial de la empresa) el 26 de mayo de 2013. Con la muerte de Civita, Grupo Abril informó de una nueva reestructuración de la empresa. En octubre de 2013, Grupo Abril confirmó que devolvería, en octubre de 2013, la marca MTV a Viacom, por lo que MTV Brasil ya no forma parte del grupo; con esto, el canal no pretende lanzar el nuevo canal ni continuar en el negocio de la televisión. Su cadena de televisión fue vendida al Grupo Spring, que publica la edición brasileña de la revista Rolling Stone, a fines de 2013. MTV Brasil del Grupo Abril dejó de emitir el 30 de septiembre de 2013 y Viacom lanzó su propio MTV el 1 de octubre.
Además de sus intereses en los medios de comunicación, el grupo ha entrado en el mercado de la educación, con activos que producen muchos materiales educativos y curriculares, incluidas aplicaciones de Internet.

## Activos
- Veja
- Superinteressante (versión brasileña de Muy Interesante)
- Mundo Estranho (derivado de Muy interesante)
- Aventuras na História (derivado de Muy interesante)
- Exame
- VIP
- Placar
- Capricho
- Quatro Rodas
- Estilo de Vida (Brazilian version of InStyle)
- Elle
- Claudia
- Manequim
- Boa Forma
- Saúde! É Vital
- Caras
- Casa Claudia
- Arquitetura & Construção
- Minha Casa
- Recreio
- Vida Simples
- Guia do Estudante
- Almanaque Abril
- Grande Enciclopédia Larousse
- Casa Cor
- Veja Saúde
- Viagem e Turismo[7]
- Abril.com (sitio web)

### Distribución
- Dinap
- Treelog
- Total Express
- Entrega Fácil
- FC Comercial
- Magazine Express
- Xeriph Distribuidora de Libros electrónicos

## Anteriores
- MTV Brasil (entre 1991 y 2013 (fue reemplazado después de que el negocio fue devuelto a Paramount Global (anteriormente Viacom) en octubre de 2013).
- TVA (entre 1991 y 2012)
- Abril Music: sello.
- Abril Video: distribuidora de video, reemplazado por las distribuidoras Walt Disney Studios Home Entertainment y 20th Century Fox Home Entertainment.
- Disney Channel Brasil
- UOL (con operaciones al Grupo Folha)
- Ideal TV (Venta confirmada a Grupo Spring en 2015, más tarde por el Grupo Kalunga en 2017).
- BRZ (entre 2012 y 2014)
- Nova, posteriormente Cosmopolitan Brasil (1973-2018)
- Playboy (hasta 2017)
- Men's Health y Women's Health